# Mühlhausen im Täle
Mühlhausen im Täle è un comune tedesco di 1 010 abitanti, situato nel land del Baden-Württemberg.